# Charlie Watts
Charles Robert Watts, conhecido como Charlie Watts (Londres, 2 de junho de 1941 - Londres, 24 de agosto de 2021), foi um baterista britânico da banda de rock britânica The Rolling Stones.

## Biografia

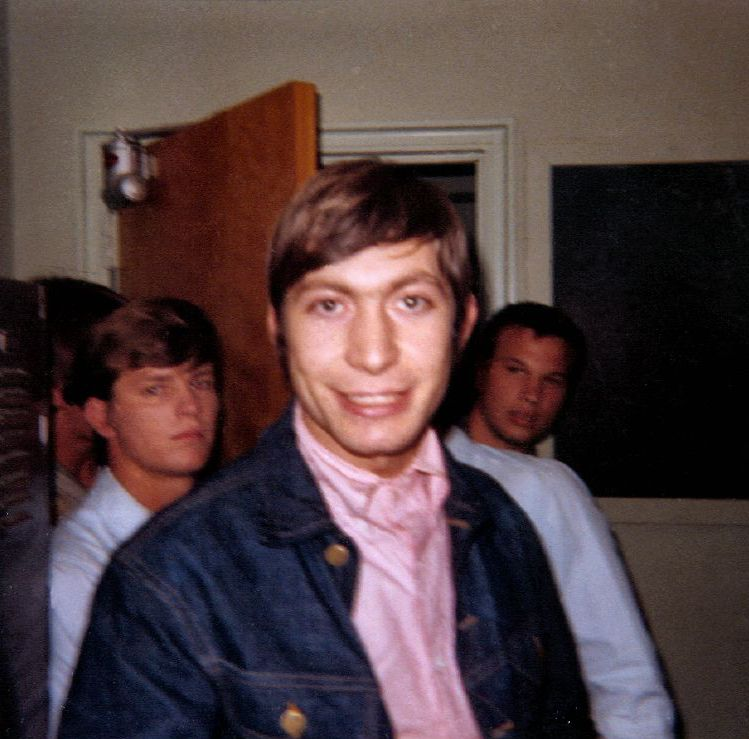
Charlie Watts em 1965

Filho de um caminhoneiro, Charlie era o baterista da Blues Incorporated, a primeira banda britânica, formada exclusivamente de músicos brancos, a tocar Blues, um ritmo de negros americanos, ritmo o qual fazia muito sucesso com a juventude londrina no começo da década de 1960. Esta banda, liderada por Alexis Korner, tocava regularmente no Ealing Club de Londres. Foi lá que Mick Jagger, Keith Richards e Brian Jones, fãs incondicionais de Blues americano, conheceram Watts e se empolgaram com sua qualidade como músico. Convidaram-no, humildemente, para ser o baterista da banda que estavam planejando formar, admitindo que não tinham como pagá-lo naquele instante. Charlie acabou aceitando trocar o já estável Blues Incorporated pelo projeto de Mick, Keith e Brian, o que, em pouco tempo, se demonstrou com a decisão profissional mais acertada de sua vida. Entrou para os The Rolling Stones como baterista em 1963, posição que ocupou até à sua morte, sendo portanto o único baterista da história da banda e um dos três únicos membros que estiveram desde a primeira formação e em todas as formações, ao lado de Jagger e Richards.
Charlie foi o mais discreto dos Stones, desde a saída de Bill Wyman. No entanto seu relacionamento com os demais membros da banda foi bem menos passivo do que pareceu: provocou seu amigo Keith Richards, e suas "excêntricas" escolhas para trajar durante os shows brincando: "Keith, você ainda vai usar as roupas que pegou da sua mãe...?". Em outra oportunidade, Mick Jagger, que vive sendo acusado de, às vezes, tratar com um certo menosprezo os demais membros, como se fossem seus empregados ou subalternos, Mick certa vez, bêbado, ligou de seu apartamento para o de Watts, cobrando taxativamente: "Cadê meu baterista?". Minutos depois, Charlie apareceu pessoalmente no apartamento de Jagger, e enfurecido, deu um soco nele e declarou apenas duas frases: "Nunca mais me chame de ‘seu baterista’. Você que é o meu vocalista, seu bost...!". Já admitiu em entrevista que um de seus poucos sonhos profissionais seria poder tocar nos shows trajado à caráter, de terno, mas que isto é inviável por travar e prejudicar demais seus movimentos. Além do rock and roll, tem forte influência no jazz, inclusive pelo estilo dos discos solo de sua carreira, tido como um dos maiores bateristas em seu tempo.
Em 1989, foi introduzido ao Rock and Roll Hall of Fame como um dos membros dos Rolling Stones.

## Doença e morte
Em 14 de agosto de 2004, o porta-voz da banda Rolling Stones anunciou que Watts estava com câncer de garganta. Após seis semanas de radioterapia em Londres, foi considerado curado, conforme anúncio feito por Mick Jagger em outubro de 2004.
Watts morreu em 24 de agosto de 2021, aos 80 anos de idade, em Londres.

## Discografia solo
- 1986: Live at Fulham Town Hall (Charlie Watts Orchestra)
- 1991: Tribute to Charlie Parker with Strings (Charlie Watts Quintet)
- 1991: From One Charlie (Charlie Watts Quintet)
- 1993: Warm & Tender (Charlie Watts)
- 2000: Charlie Watts/Jim Keltner Project (Charlie Watts and Jim Keltner)
- 2004: Watts at Scott's (Charlie Watts)
- 2010: The Magic of Boogie Woogie (Axel Zwingenberger (p), Dave Green (b), Charlie Watts (dr))